# Flick of the Wrist
Flick of the Wrist is een nummer van de Engelse rockband Queen, gelanceerd als een dubbele A-kant, met "Killer Queen" in Engeland, Canada, Nederland, de Verenigde Staten en de meeste andere landen, maar het nummer haalde de hitlijsten niet. Het nummer is geschreven door leadzanger Freddie Mercury voor het album Sheer Heart Attack.